# Uramya nitens
Uramya nitens är en tvåvingeart som först beskrevs av Ignaz Rudolph Schiner 1868.  Uramya nitens ingår i släktet Uramya och familjen parasitflugor. Inga underarter finns listade i Catalogue of Life.